# Phrynichus orientalis
Phrynichus orientalis är en spindeldjursart som beskrevs av Peter Weygoldt 1998. Phrynichus orientalis ingår i släktet Phrynichus och familjen Phrynichidae. Inga underarter finns listade i Catalogue of Life.